# Álvaro Contreras
Álvaro Contreras (3 de enero de 1839.  Cedros, Francisco Morazán, Honduras) fue un político y periodista hondureño.

## Biografía
Sus padres fueron Gregorio Contreras y Josefa Manbreño, ambos de la misma ciudad, Cedros en Francisco Morazán. Estudió en la Universidad Central de Tegucigalpa y muy joven entró en la redacción de un periódico liberal que dirigía por Céleo Arias, encargándose también del periódico oficial de Honduras. Por una campaña periodística que hizo contra el general José María Medina, tuvo que abandonar su patria, pasando a vivir en El Salvador, donde organizó, con el general José Trinidad Cabañas, el movimiento contra Francisco Dueñas, pero la intentona fracasó y se vio obligado á refugiarse en Panamá.
En 1865 se trasladó a Costa Rica, y en 1868 se casó con Manuela Cañas Hidalgo. En 1869, Álvaro Contreras Membreño es nombrado “Vicecanciller de Costa Rica”. En 1870 Álvaro Contreras Membreño fue elegido Diputado de la Asamblea Nacional Constituyente de Costa Rica y fue nombrado por ésta asamblea "Comisionado para Redactar el Proyecto de la Constitución de la República de Costa Rica", posteriormente, 1875  electo Diputado ante la Asamblea Nacional Constituyente de Honduras. Falleció el 9 de octubre de 1882 en El Salvador, en ese funeral Rubén Darío estuvo presente y dijo: «Y no tuvo discursos oficiales, porque la limpidez de su conciencia alejó anticipadamente esas ofensas vestidas de levita traslapada».
En 1870 tomó parte activa en la revolución contra el gobierno de Jiménez, siendo elegido diputado de la Convención. Disuelta ésta, se refugió en El Salvador donde fue nombrado redactor del Boletín Oficial, y fundando  La Opinión. Fue diputado de la Asamblea Constituyente (1872); tres años más tarde fundó otro periódico titulado La América Central y al año siguiente La Libertad, en León, Nicaragua. Sus enérgicas campañas contra el gobierno le obligaron a salir de El Salvador, país al que volvió poco después. Además de sus numerosos trabajos periodísticos y de algunos discursos, dejó una obra titulada ¿Debe enseñar el Estado?.

## Descendencia
Julia Contreras Cañas, se casó joven con Ricardo Trigueros, hijo del prominente banquero salvadoreño Manuel Trigueros.
Rafaela Contreras Cañas costarricense por parte de madre, natural de Costa Rica, Inscrita: Tomo 2269, Folio 106, Asiento 212, Cita: 1-2269-106-0212, a sus diecinueve años fue actriz y participó en la obra La Traviata de Giovanni Verdi, en 1888 era profesora de geografía y calistenia en el Colegio Normal de Señoritas de San Salvador. misma ciudad donde contrajo matrimonio con el americanista Rubén Darío, el 21 de junio de 1890 ante los oficios del gobernador Margarito González y testigos el periodista Tranquilino Chacón y el poeta Francisco Gavidia y Prospeo Pineda como secretario del Acta matrimonial. Al día siguiente de su boda, se produjo un golpe de Estado contra el entonces presidente, el general Francisco Menéndez, cuyo principal artífice fue el general Ezeta (que había estado presente, en calidad de invitado, en la boda de Darío) y quien ofreció a Darío puestos públicos dentro de su administración, a la negativa de aceptar ninguno, le ocasionó partir con rumbo a Guatemala con su esposa, en Guatemala se casó por la iglesia, a inicios de 1891 se traslada a Costa Rica con su esposa Rafaela Contreras Cañas, allí nace su hijo primogénito Rubén Álvaro Darío Contreras el 11 de noviembre de 1891, casado con Eloisa Regina Basualdo Vignolo, natural de Argentina, Matrimonio inscrito en Costa Rica al tomo 574, folio 138, asiento 276, Cita 1-0574-138-0276, estos últimos son los padres del Dr. Rubén Darío Basualdo, exprofesor de la Facultad de Derecho de la Universidad de Costa Rica.  Rafaela falleció en El Salvador el 26 de enero de 1893 a las 9 de la mañana, por ataque cerebral durante una operación quirúrgica, contando con 23 años de edad.

## Cargos públicos
- Secretario General en el gobierno del General José Trinidad Cabañas.
- Diputado de la Asamblea Nacional Constituyente.

## Reconocimientos

### Premio al periodismo
El Premio Álvaro Contreras, lleva el nombre de este distinguido profesional hondureño.

### Póstumo
En honor al Periodista Álvaro Contreras, en la ciudad de Santa Rosa de Copán existe el Instituto Departamental Álvaro Contreras. En la Ciudad de El Progreso Yoro en la comunidad de Las Brisas de la Libertad está un centro educativo que lleva igual el nombre del Destacado Periodista el CEB Álvaro Contreras.

## Fuente
1. ↑  Alcaldía de San Salvador, fechada febrero 17#51.

Enciclopédia Universal Ilustrada. Tomo 15.
- Datos: Q6172754